# Krump
Krump是在美国流行的街头舞蹈形式，其特征是自由、富有表现力、夸张且充满活力。发起Krump的年轻人将舞蹈视为逃避群体生活的一种方式，并“以一种强有力但非暴力的方式表达原始情感”。
“Krump”是“Kingdom Radical Uplifted Mighty Praise”的首字母缩写。Krump起源于2000年代早期的洛杉矶，创始人包括Ceasare "Tight Eyez" Willis和Jo'Artis "Big Mijo" Ratti两位舞者。